# حمى الذهب الفكتورية

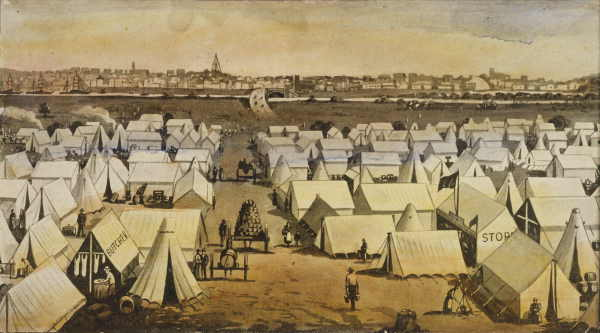
كانفاس تاون ، جنوب ملبورن في خمسينيات القرن التاسع عشر

حمى الذهب الفيكتورية هي فترة في تاريخ فيكتوريا، أستراليا تقريبًا بين 1851 وأواخر ستينيات القرن التاسع عشر. أدى هذا الاندفاع إلى فترة ازدهار شديد للمستعمرة الأسترالية، وتدفق النمو السكاني ورأس المال إلى ملبورن، والتي أطلق عليها اسم «ملبورن الرائعة» نتيجة الثروة.

## ملخص
كتبت لجنة اكتشاف الذهب الفيكتوري في عام 1854:
أدى اكتشاف حقول الذهب الفيكتورية إلى تحويل البلاد إلى مكان ذي شهرة عالمية، جذب ذلك عددًا غير عادي من السكان وبسرعة غير مسبوقة، زاد هذا من قيمة العقارات إلى حد كبير، وجعل من البلد أغنى دولة في العالم. وفي أقل من ثلاث سنوات، حصل لهذه المستعمرة ما كان يحصل لمستعمرات أخرى خلال عقود، وزاد من شهرتها إلى أماكن بعيدة من الأرض».
باستثناء الحقول الأكثر اتساعًا في كاليفورنيا، كان إنتاج الذهب من فيكتوريا لعدد من السنوات أكبر منه في أي بلد آخر في العالم. كان أكبر عائد لفيكتوريا لمدة عام في عام 1856، عندما استخرجت 3,053,744 أوقية (94,982 كغم) من الذهب من الحفريات. ذكرت إدارة المناجم الفيكتورية أنه منذ 1851 حتى 1896 استُخرج ما مجموعه 61,034,682 أوقية (1,898,391 كغم) من الذهب في فيكتوريا.
اكتُشف الذهب لأول مرة في أستراليا في 15 فبراير 1823، من قبل مساح الأراضي المساعد جيمس ماكبراين، في فيش ريفر، بين ريدال وباثورست (في نيو ساوث ويلز). اعتُبر الاكتشاف غير مهم في ذلك الوقت ولم يتابعه أحد لأسباب تتعلق بالسياسة.
في خمسينيات القرن التاسع عشر، أثارت اكتشافات الذهب في فيكتوريا في بيتشورث، وكاسلمين، ودايلسفورد، وبالارات، وبنديجو اندفاعًا للذهب شبيهًا بحمى الذهب في كاليفورنيا. في ذروته، تدفق حوالي طنين من الذهب أسبوعيًا إلى مبنى الخزانة في ملبورن.
سدد الذهب الذي صُدّر إلى بريطانيا في خمسينيات القرن التاسع عشر جميع الديون الخارجية لبريطانيا وساعد في إرساء الأساس لتوسعها التجاري الهائل في النصف الأخير من القرن.
كانت ملبورن مدينة مزدهرة كبيرة خلال اندفاع الذهب. أصبحت المدينة مركز المستعمرة بشبكات السكك الحديدية التي تصل إلى الكثير من المدن والموانئ الإقليمية.
من الناحية السياسية، سارع عمال مناجم الذهب في فيكتوريا إلى إدخال المزيد من الديمقراطية البرلمانية في فيكتوريا، بناءً على مبادئ الجارتيست البريطانية المعتمدة إلى حد ما من قبل الهيئات الناشطة لعمال المناجم مثل جمعية بنديجو لمكافحة ترخيص الذهب ورابطة إصلاح بالارات.
مع تضاؤل الذهب الغريني، أدت الضغوط من أجل الإصلاح الزراعي والحمائية والإصلاح السياسي إلى صراعات اجتماعية. وسجلت اتفاقية الأراضي في ملبورن خلال عام 1857 طلبات لإصلاح الأراضي.
بحلول عام 1854، بدأت مساهمات الصينيين في اندفاع الذهب. أدى وجودهم في حقول الذهب في بنديجو وبيشورث ومنطقة برايت إلى أعمال شغب وضرائب دخول وقتل وفصل عنصري على المدى القصير. باختصار، كان اندفاع الذهب حدثًا ثوريًا وأعاد تشكيل فيكتوريا ومجتمعها وسياستها.

## تورط الصينيين في اندفاع الذهب
وصلت أخبار اكتشافات الذهب في مستعمرات نيو ساوث ويلز وفيكتوريا عام 1851 بسرعة إلى مقاطعات جنوب الصين. بحلول نهاية عام 1855، قُدر أن أكثر من 19000 مهاجر صيني، وخاصة من مقاطعة جوانجدونج الصينية، يعملون في حقول الذهب الفيكتورية في أرارات وبالارات وأفران وبنديجو وكاسلمين وماريبورو. بحلول عام 1858 ارتفع هذا العدد إلى حوالي 33000 وكان عمال المناجم الصينيون يشكلون حوالي خمس عمال مناجم فيكتوريا. تشير الأرقام إلى أن عدد السكان الصينيين في فيكتوريا بدأ في التناقص بعد عام 1858. من المحتمل أن يكون هذا بسبب انخفاض عدد اكتشافات الذهب الجديدة في فيكتوريا خلال هذه الفترة.
مثل المنقبين عن الذهب الأوروبيين، عمل غالبية عمال المناجم الصينيين في فيكتوريا إما بشكل مستقل أو مع شريك عند وصولهم. ومع صعوبة العثور على الذهب في حقول الذهب في فيكتوريا، بدأ سكان فيكتوريا الصينيون في تكوين تعاونيات وشركات تعدين خاصة بهم. يشير تعداد غير رسمي عام 1868 للسكان الصينيين في مناطق الذهب الفيكتوري إلى أن 660 من بين 765 عامل مناجم صيني في ديلسفورد ونصف عمال المناجم الصينيين البالغ عددهم 4000 في منطقة الفرن «شكلوا أنفسهم في شركات صغيرة» بحلول عام 1868. 
وظفت شركات التعدين الأوروبية أقلية من عمال المناجم الصينيين في فيكتوريا. يشير الإحصاء السكاني لعام 1868 للسكان الصينيين في فيكتوريا إلى أن 700 عامل مناجم صيني في منطقة الفرن كانوا يعملون لصالح الشركات الأوروبية التي كانت تدفع لموظفيها جنيهًا إسترلينيًا إلى 2 جنيه إسترليني في الأسبوع. ورد أيضًا أن أعدادًا أقل من عمال المناجم الصينيين عملوا لصالح شركات أوروبية في ماريبورو وبالارات وديلسفورد.
أثار التدفق السريع للمهاجرين الصينيين إلى مستعمرة فيكتوريا قدرًا كبيرًا من القلق بين سكان فيكتوريا الأوروبيين. في الرابع عشر من أبريل عام 1855، وصفت صحيفة أرجوس، وهي صحيفة يومية في ملبورن، تزايد عدد السكان الصينيين داخل فيكتوريا بأنه «جيش غازي» سيؤدي وجوده «إلى تعريض المجتمع للتأثير المحبط لأفكاره».
في يونيو 1855، أصدرت الحكومة الفيكتورية «قانونًا لقدوم مهاجرين محددين». سعى القانون إلى الحد من عدد المهاجرين الصينيين الذين يمكن أن تحملهم السفينة إلى واحد لكل عشرة أطنان من الشحن، وطالب ربان السفينة بدفع ضريبة رأس قدرها 10 جنيهات إسترلينية عن كل راكب صيني تنقله. ومع ذلك، فشل القانون في تقليل عدد الصينيين الذين يصلون إلى حقول الذهب الفيكتورية. من خلال الهبوط في ميناء روب في مستعمرة جنوب أستراليا والسفر لأكثر من 400 كيلومتر عبر البلاد إلى حقول الذهب الفيكتورية، تمكن الباحثون عن الذهب الصينيون من التهرب بنجاح من قيود قانون الهجرة في فيكتوريا.
في نوفمبر 1857، أصدرت الحكومة الفيكتورية «قانونًا لتنظيم إقامة السكان الصينيين في فيكتوريا». يتطلب هذا القانون من جميع الصينيين المقيمين في فيكتوريا الحصول على ترخيص 1 جنيه إسترليني والذي كان يجب تجديده كل شهرين مقابل 1 جنيه إسترليني إضافي من أجل البقاء في مستعمرة فيكتوريا. ومع ذلك، خُفضت ضريبة الإقامة في فبراير 1859 وألغيت في عام 1862 بسبب الاحتجاجات الصينية ضد التشريع، وزيادة مستويات التهرب الضريبي، وتراجع عدد سكان التعدين في فيكتوريا.
أدى الوجود المتزايد لعمال المناجم الصينيين في حقول الذهب الفيكتورية في النهاية إلى أعمال شغب مناهضة للصين في العديد من حقول الذهب الفيكتورية. في 8 يوليو 1854، اجتمع حوالي 1500 عامل منجم أوروبي في فندق في بنديجو وخططوا لأعمال شغب لطرد الصينيين من بنديجو. لكن توقفت أعمال الشغب هذه مع وصول الشرطة. وقع أسوأ هجوم على عمال المناجم الصينيين في فيكتوريا في حقول الذهب في نهر بوكلاند في 4 يوليو 1857. بعد اجتماع جماعي في فندق بوكلاند، سعى حوالي 100 عامل مناجم أوروبي إلى طرد جميع عمال المناجم الصينيين البالغ عددهم 2500 عامل والذين احتلوا حقول الذهب في نهر بوكلاند من خلال استخدام الخيام والمتاجر الحرق والسرقة والضرب. يُعتقد أن الغرق والضرب المبرح أدى إلى مقتل العديد من عمال المناجم الصينيين. أصبح هذا الحدث معروفًا باسم عصيان بوكلاند.